# 果园作业区
果园作业区，即果园港，隶属于重庆港主城港区。

## 简介
重庆果园港是由国家发改委、交通運輸部、重庆市重点规划建设的第三代现代化内河港口。码头采用直立式码头设计，总规划建筑面积达4.33平方公里，可供5000吨级船舶常年靠泊。港区分为两部分，一部分为老港区（前两期工程），另一部分为与寸滩港合并后的新港区（在建中）。 

## 历史
2008至2010年，果园港一期工程建成。2013年开港，2010至2015年，二期工程建成。2015年，建成周边仓库、市场等配套设施
2021年，与寸滩港战略合并。2022年，接入重庆东环线，为“一带一路”西南枢纽之一。